# HD 36994
HD 36994，又名BD+25 879，SAO 77310、HR 1889，是一颗恒星，视星等为6.49，位于銀經181.47，銀緯-3.3，其B1900.0坐标为赤經5h 30m 18.2s，赤緯+25° -3.3′ 30″。